# Orden Teutónica
La Orden Teutónica (también Orden de los Caballeros Teutones y Orden de los Caballeros Teutónicos del Hospital de Santa María de Jerusalén, en alemán Deutscher Orden; en latín Domus Hospitalis Sanctæ Mariæ Teutonicorum Hierosolymitanorum) es una orden medieval de carácter religioso-militar fundada en Palestina en 1190 en la Tercera Cruzada durante el asedio de la fortaleza de San Juan de Acre. En 1198 se convirtió en orden militar. Desde el siglo XIX la orden continua con su labor, tanto su rama eclesiástica como su rama laica.

## Los orígenes en Tierra Santa

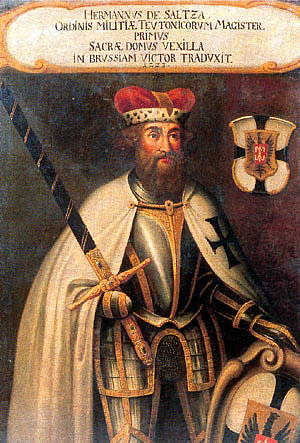
Hermann von Salza, cuarto Gran Maestre de los Caballeros Teutónicos (1209-1239).

En 1143 el papa Celestino II ordenó a los Caballeros Hospitalarios que se hicieran cargo de la gestión de un hospital alemán en Jerusalén, que, según el cronista Jean d'Ypres, alojaba a los innumerables peregrinos y cruzados alemanes que no sabían hablar ni la lengua local ni el latín (patriæ linguam ignorantibus atque Latinam). Aunque formalmente era una institución de los Hospitalarios, el papa ordenó que el prior y los hermanos de la domus Theutonicorum (casa de los alemanes) fueran siempre ellos mismos alemanes, por lo que pudo desarrollarse una tradición de una institución religiosa dirigida por alemanes durante el siglo XII en el Reino de Jerusalén.
Tras la pérdida de Jerusalén en 1187, algunos mercaderes de Lübeck y Bremen retomaron la idea y fundaron un hospital de campaña mientras duró el asedio de Acre en 1190, que se convirtió en el núcleo de la orden; el papa Celestino III lo reconoció en 1192 concediendo a los monjes Regla agustiniana.
Sin embargo, basándose en el modelo de los Caballeros Templarios, se transformó en una orden militar en 1198 y el jefe de la orden pasó a llamarse Gran Maestre (magister hospitalis). Recibió órdenes papales de emprender cruzadas para tomar y mantener Jerusalén para el cristianismo y defender Tierra Santa de los sarracenos musulmanes. Durante el gobierno del Gran Maestre Hermann von Salza (1209-1239), la Orden pasó de ser una hermandad de hospicio para peregrinos a ser principalmente una orden militar.
En 1220 los Caballeros Teutónicos establecieron su cuartel general en la fortaleza de Monfort al noreste de Acre en Palestina, que se convirtió en la sede de los grandes maestres en 1229. Este castillo, defendía la ruta entre Jerusalén y el Mar Mediterráneo. En 1266, los sarracenos no consiguieron tomar la fortaleza, pero regresarán en 1271 y conseguirán hacerse con el castillo a través de un túnel excavado en la roca. Los Caballeros Teutónicos se vieron obligados a refugiarse en San Juan de Acre.
En 1226, luego de la promulgación de la Bula de oro de Rímini por el emperador Federico II Hohenstaufen, el gran maestre de la orden, Hermann von Salza, y el duque Conrado I de Mazovia dieron comienzo a las Cruzadas Bálticas, con intención de cristianizar a los pueblos bálticos.
Federico II, Emperador del Sacro Imperio Romano Germánico, elevó a su íntimo amigo Hermann von Salza a la categoría de Reichsfürst, o "Príncipe del Imperio", lo que permitió al Gran Maestre negociar con otros príncipes superiores como un igual. Durante la coronación de Federico como Rey de Jerusalén en 1225, los Caballeros Teutónicos le sirvieron de escolta en la Iglesia del Santo Sepulcro; von Salza leyó la proclamación del emperador tanto en francés como en alemán. Sin embargo, los Caballeros Teutónicos nunca fueron tan influyentes en Ultramar como los más antiguos Caballeros Templarios y Caballeros Hospitalarios.
La Orden recibió donaciones de tierras en el Sacro Imperio Romano (especialmente en las actuales Alemania e Italia), Frankokratia y el Reino de Jerusalén. Los dominios de la Orden Teutónica en Levante fueron: 
- En el Reino de Jerusalén: 
  - Castillo de Montfort (Starkenberg), 1220-1271; en el interior de Nahariya en el norte de Israel.
  - Mi'ilya (Castellum Regis), 1220-1271; cerca de Montfort
  - Khirbat Jiddin (Judin), 1220-1271; cerca de Montfort
  - Cafarlet, 1255-1291; al sur de Haifa
  - Señorío de Toron y Señorío de Joscelin en el norte de Israel y sur del Líbano, ambos propiedad de los Caballeros Teutónicos 1220-1229 pero bajo dominio musulmán durante ese periodo. Los Caballeros conservaron Maron, vasallo de Toron, después de 1229, y en 1261 adquirieron otro Toron-Ahmud, otro señorío vasallo. También arrendaron (1256) y compraron (1261) la fortaleza de Achziv (Casale Umberti, árabe Az-Zīb) en la costa al norte de Nahariya.
  - Señorío del Schuf, una rama del Señorío de Sidón, 1256-1268; en el interior de la actual Saida en el Líbano.
- En el Reino Armenio de Cilicia: 
  - Amouda, 1212-1266; cerca de la moderna Osmaniye, Turquía
  - Düziçi (Aronia), 1236-1270s; cerca de Amouda

Veinte años después, en 1291, la toma de Acre por los sarracenos obligó a los cruzados a retirarse de Tierra Santa, impulsando a la orden a reconsiderar su misión.
Derrotados los europeos en las Cruzadas, los caballeros de la Orden Teutónica se trasladaron a Venecia y de allí a Transilvania, donde construyen el Castillo de Bran, hasta su expulsión en 1225 por el rey Andrés II de Hungría, aparentemente por intentar colocarse bajo soberanía papal y no real.

## Transilvania, Reino de Hungría

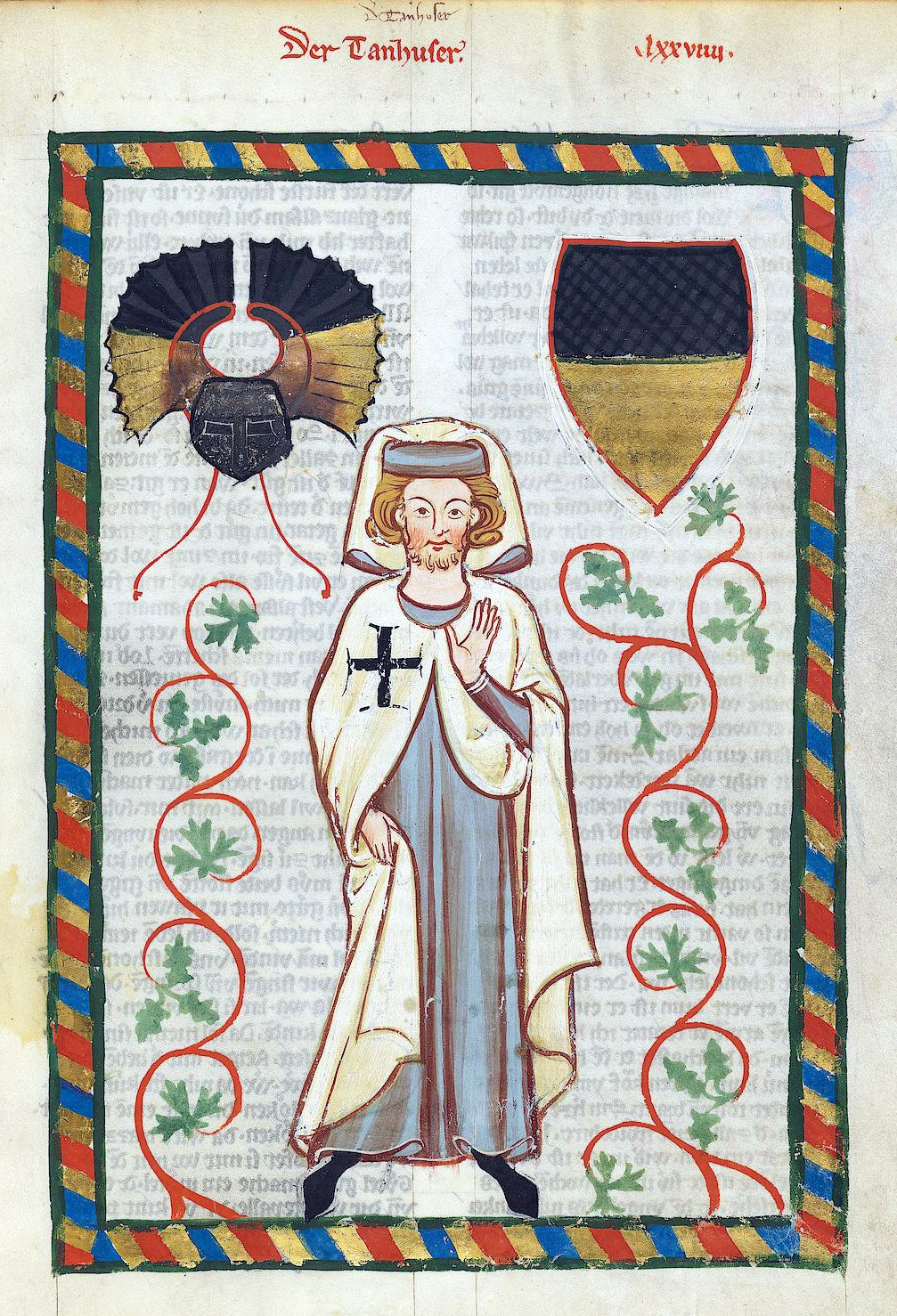
Tannhäuser con el hábito de los Caballeros Teutónicos, del Codex Manesse.

En 1211, Andrés II de Hungría aceptó los servicios de los Caballeros Teutónicos y les concedió el distrito de Burzenland en Transilvania, donde estarían exentos de tasas y derechos y podrían administrar su propia justicia. Andrés había entablado negociaciones para el matrimonio de su hija con el hijo de Hermann, landgrave de Turingia, entre cuyos vasallos se encontraba la familia de Hermann von Salza. Dirigida por un hermano llamado Theoderich o Dietrich, la Orden defendió las fronteras sudorientales del reino de Hungría contra los vecinos cumanos, para lo cual construyeron numerosos fuertes de madera y barro y añadieron nuevos campesinos alemanes a los habitantes sajones de Transilvania ya existentes. Los cumanos no tenían asentamientos fijos para resistir, y pronto los teutones se expandieron por su territorio. En 1220, los caballeros teutones habían construido cinco castillos, algunos de ellos de piedra. Su rápida expansión provocó los celos y recelos de la nobleza y el clero húngaros, que hasta entonces no se habían interesado por aquellas regiones. Algunos nobles reclamaron estas tierras, pero la Orden se negó a compartirlas, ignorando las demandas del obispo local. 
Tras la Quinta Cruzada, el rey Andrés regresó a Hungría y encontró su reino lleno de rencor por los gastos y pérdidas de la fallida campaña militar. Cuando los nobles le exigieron que anulara las concesiones hechas a los Caballeros, concluyó que se habían excedido en su tarea y que el acuerdo debía ser revisado, pero no revirtió las concesiones. Sin embargo, el príncipe Béla, heredero del trono, se alió con la nobleza. En 1224, los Caballeros Teutónicos, viendo que tendrían problemas cuando el Príncipe heredara el Reino, solicitaron al Papa Honorio III ser puestos directamente bajo la autoridad de la Sede Papal, en lugar de la del Rey de Hungría. Esto fue un grave error, ya que el rey Andrés, enfadado y alarmado por su creciente poder, respondió en 1225 expulsando a los Caballeros Teutónicos, aunque permitió que permanecieran los plebeyos y campesinos étnicamente alemanes asentados aquí por la Orden, que pasaron a formar parte del grupo más amplio de los sajones de Transilvania. Al carecer de la organización militar y la experiencia de los Caballeros Teutónicos, los húngaros no lograron reemplazarlos con una defensa adecuada contra el ataque de los cumanos y pronto, los guerreros de la estepa volverían a ser una amenaza.

## Prusia
En 1226, Conrado I de Mazovia, duque de Masovia en el noreste de Polonia, hizo un llamamiento a los Caballeros para que defendieran sus fronteras y sometieran a los Viejos Prusianos bálticos paganos, permitiendo a los Caballeros Teutónicos el uso de la Tierra de Chełmno como base para su campaña. Siendo esta una época de fervor cruzado generalizado en toda Europa occidental, Hermann von Salza consideró Prusia un buen campo de entrenamiento para sus caballeros para las guerras contra los musulmanes en Ultramar. Con la Bula de Oro de Rímini, el emperador Federico II concedió a la Orden un privilegio imperial especial para la conquista y posesión de Prusia, incluida la Tierra de Chełmno, con soberanía papal nominal. En 1235 los Caballeros Teutónicos asimilaron a la más pequeña Orden de Dobrzyń, que había sido establecida anteriormente por Christian, el primer obispo de Prusia.

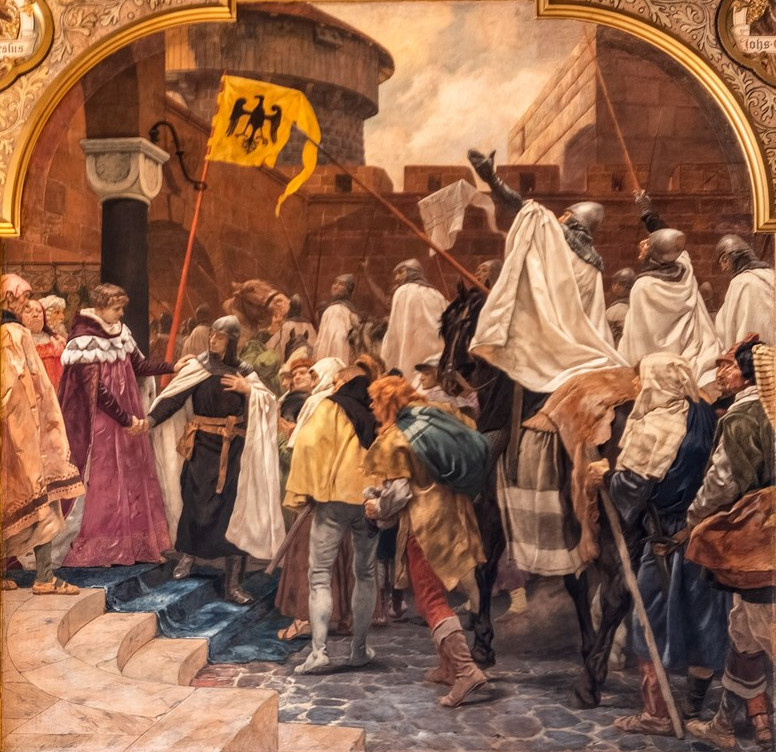
Federico II permite a la orden de invadir Prusia, por P. Janssen.

En 1233, dirigido por el Landmeister (líder provincial) Bajo la dirección de Hermann Balk y con un ejército de laicos voluntarios reclutados principalmente en el centro de Alemania, los Caballeros Teutónicos iniciaron la conquista de Prusia. Durante los siguientes 50 años, tras avanzar desde el bajo Vístula hasta el bajo Niemen (Niemen, Nemunas) y exterminar a la mayor parte de la población nativa prusiana, especialmente durante la gran rebelión de 1261-1283, la orden estableció firmemente su control sobre Prusia.
La conquista de Prusia se llevó a cabo con mucho derramamiento de sangre durante más de cincuenta años, durante los cuales los prusianos nativos que permanecieron sin bautizar fueron subyugados, asesinados o exiliados. La lucha entre los caballeros y los prusianos fue feroz; las crónicas de la Orden afirman que los prusianos "asaban vivos a los hermanos capturados en sus armaduras, como castañas, ante el santuario de un dios local".Su población ya estaba en declive por el Ostsiedlung. Los campesinos, artesanos y comerciantes colonos alemanes se concentraron predominantemente en la parte sur del Estado Teutónico y no se trasladaron a Nadruvia y Skalvia debido a la amenaza militar lituana.
La nobleza nativa que se sometió a los cruzados vio confirmados muchos de sus privilegios por el Tratado de Christburg. Sin embargo, tras los levantamientos prusianos de 1260-83, gran parte de la nobleza prusiana emigró o fue reasentada, y muchos prusianos libres perdieron sus derechos. Los nobles prusianos que permanecieron se aliaron más estrechamente con los terratenientes alemanes y fueron asimilados gradualmente. Los campesinos de las regiones fronterizas, como Samland, tenían más privilegios que los de las tierras más pobladas, como Pomesania. Los caballeros cruzados a menudo aceptaban el bautismo como una forma de sumisión por parte de los nativos. El cristianismo occidental se extendió lentamente por la cultura prusiana. Los obispos eran reacios a que las prácticas religiosas paganas prusianas se integraran en la nueva fe, mientras que a los caballeros gobernantes les resultaba más fácil gobernar a los nativos cuando eran semipaganos y anárquicos. Tras cincuenta años de guerra y brutal conquista, el resultado final fue que la mayoría de los nativos prusianos fueron asesinados o deportados.

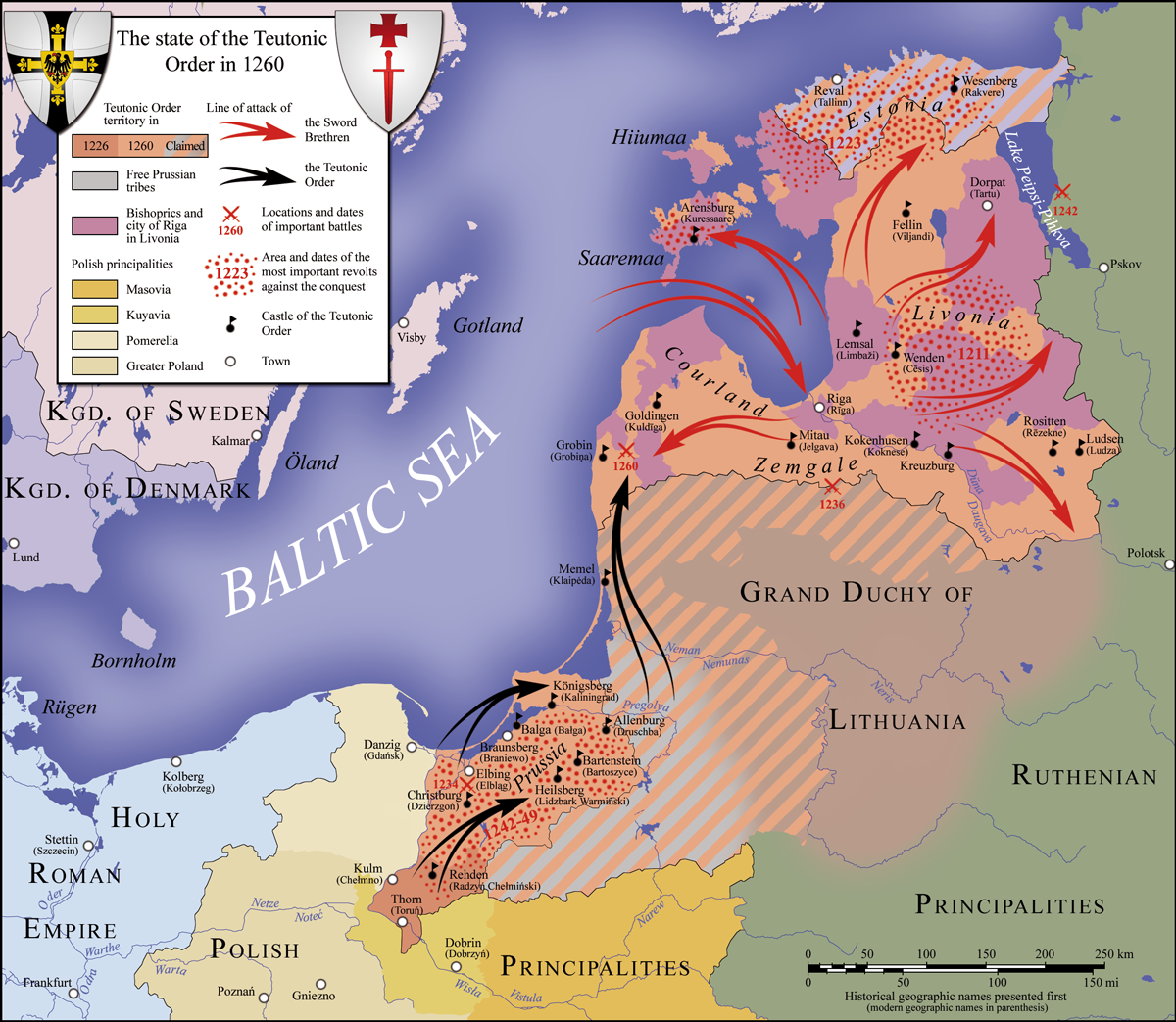
Mapa del estado teutónico en 1260.

La Orden gobernaba Prusia bajo cartas emitidas por el Papa y el Emperador del Sacro Imperio Romano Germánico como soberana Estado monástico de los Caballeros Teutónicos, comparable a la organización de los Caballeros Hospitalarios en Rodas y más tarde en Malta. 
Para compensar las pérdidas causadas por la plaga y reemplazar a la población nativa parcialmente exterminada, la Orden fomentó la inmigración procedente del Sacro Imperio Romano Germánico, en su mayoría alemanes, flamencos y holandeses y polacos de Masovia, los posteriores masurianos. Entre ellos había nobles, burgueses y campesinos, y los antiguos prusianos supervivientes fueron asimilados gradualmente mediante la germanización. Los colonos fundaron numerosos pueblos y ciudades sobre antiguos asentamientos prusianos. La propia Orden construyó una serie de castillos (Ordensburgen) desde los que podía derrotar levantamientos de antiguos prusianos, así como continuar sus ataques contra el Gran Ducado de Lituania y el Reino de Polonia, con los que la Orden estuvo a menudo en guerra durante los siglos XIV y XV. Entre las principales ciudades fundadas por la Orden se encontraban Thorn (Toruń), Kulm (Chełmno), Allenstein (Olsztyn), Elbing (Elbląg), Memel (Klaipėda), y Königsberg, fundada en 1255 en honor del rey Otakar II de Bohemia en el emplazamiento de un asentamiento prusiano destruido.

## Estado Teutónico

Estado de la Orden Teutónica en 1410.

Batalla de Grunwald, por Jan Matejko (1878).

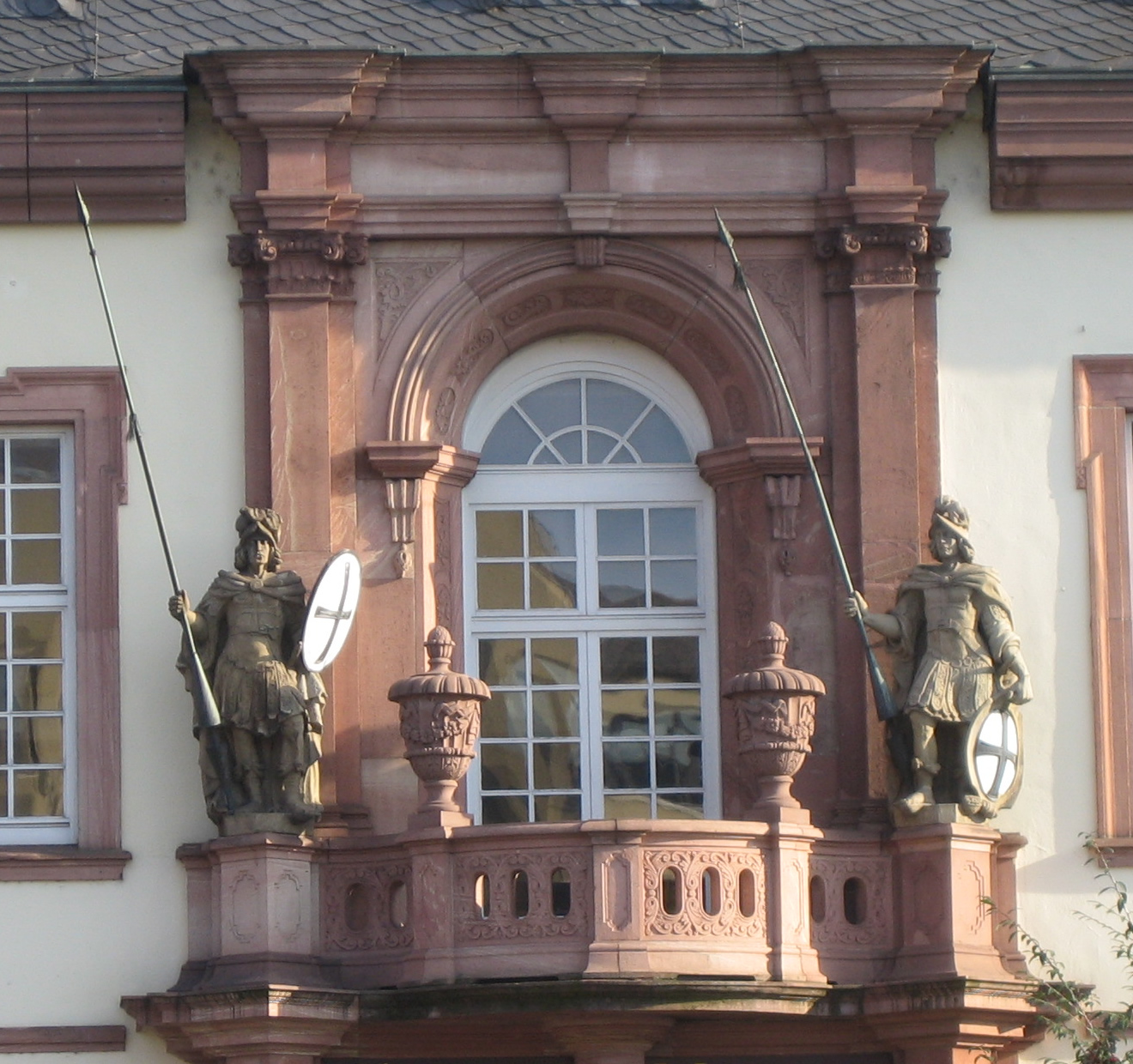
Casa de la Orden Teutónica en Fráncfort del Meno.

En ese momento la orden se estableció definitivamente en Prusia creando un Estado de la Orden Teutónica independiente, conquistando también Livonia.
El estado fue una teocracia gobernada por la Orden Teutónica, que cubría las regiones de la actual Polonia, Lituania, Rusia (óblast de Kaliningrado), Letonia y Estonia. Abarcando una extensión de 177.000 km² aproximadamente, limitaba con Rusia, el Mar Báltico, el Gran Ducado de Lituania y el Reino de Polonia.
El emperador Federico II Hohenstaufen había otorgado a los teutones todos los privilegios de los príncipes del Imperio en la Bula de oro de Rímini, como el derecho de soberanía sobre los territorios conquistados, con soberanía papal nominal. El Reino de Polonia, sin embargo, acusó a la orden de controlar territorios suyos por derecho.
La cruzada había dejado amplios vacíos de población en el territorio conquistado, problema que se resolvió parcialmente fomentando la inmigración de colonos germanos del Sacro Imperio Romano Germánico y de Mazovia. Durante este período de asentamiento y reconstrucción, se fundaron ciudades de importancia como Königsberg, nombrada en honor a Otakar II de Bohemia y Memel.
Hacia 1242, la orden emprende una campaña para la conversión de los cristianos ortodoxos de Novgorod. A pesar de una derrota frente al ruso Alejandro Nevski, la orden extiende rápidamente su dominio sobre los países bálticos.
La siguiente campaña de importancia de la Orden fue la lucha por la conquista de Lituania, especialmente luego de la caída del Reino de Jerusalén en 1291. La guerra entre la Orden y los lituanos fue particularmente brutal. Era una práctica común para los lituanos torturar a enemigos capturados y civiles. Un cronista teutónico registra que tenían la costumbre de atar a los caballeros capturados a sus caballos y quemarlos vivos, mientras que a veces se les clavaba una estaca en el cuerpo o se desollaba al caballero. Las costumbres paganas lituanas incluían sacrificios humanos rituales, el ahorcamiento de las viudas y el entierro de los caballos y sirvientes de un guerrero con él después de su muerte.
La guerra fue muy prolongada, extendiéndose cerca de doscientos años, incluso luego de la adopción de la religión cristiana en 1387.
También durante el siglo XIII la Orden se establece en la península ibérica, con sede principal en la Encomienda castellana de la Mota de Toro (hoy Mota del Marqués), donde aún se conserva la iglesia, desde allí se extendió hasta tierras de Toledo y de Sevilla, donde la calle de Alemanes recuerda hoy a sus caballeros.
A partir de 1308 ocuparon el conjunto de Prusia, extendiéndose hasta Estonia. Dicha conquista incluía las regiones bálticas de Pomerania, Curlandia, Letonia, Estonia y Dánzig, ciudad ésta que estuvo bajo su poder hasta 1454. La orden contaba además con posesiones en diferentes puntos del Sacro Imperio Romano Germánico.
A finales del siglo XIV, la orden alcanzó el apogeo de su poder gracias a una potente economía urbana, así como convertirse en una potencia naval en el mar Báltico.
Sin embargo, en 1410 sufrieron una tremenda derrota en la Batalla de Grunwald frente al gran duque Vitautas de Lituania y rey Vladislao II de Polonia, de modo que varios de los territorios conseguidos por la Orden pasaron a manos polacas y lituanas temporalmente, hasta la victoria de la Orden en el Sitio de Mariemburgo. 
La primera Paz de Thorn (1 de febrero de 1411) provocó una inestabilidad económica de la que la región no se recuperaría, en particular debido a la condición de la liberación de rehenes y el pago de rescates por parte de la Orden, que ascendían a 100 000 schok bohemios. La región de Samogitia, en las tierras altas de Lituania, fue objeto de conflicto entre la orden, Lituania y Polonia durante las décadas de 1410 y 1420. Hasta que la paz regreso con el final de la guerra de Golub.
En 1515, el emperador del Sacro Imperio Romano Germánico Maximiliano I se alió con Segismundo I de Polonia-Lituania. A partir de entonces, el imperio no apoyó a la Orden contra Polonia. En 1525, el Gran Maestre Alberto de Brandeburgo dimitió y se convirtió al luteranismo, convirtiéndose en duque de Prusia y vasallo de Polonia. Poco después, la Orden perdió Livonia y sus posesiones en las zonas protestantes de Alemania. 
La orden fue suprimida en la zona meridional del feudo y sus tierras secularizadas para crear el ducado de Prusia en 1525. Pervivió vinculada a los Habsburgo, conservando numerosas propiedades en Alemania y otras partes de Europa, pero en 1809, Napoleón Bonaparte ordenó su disolución, por lo que perdieron buena parte de sus bienes seculares.
Al final de las guerras napoleónicas, la Orden Teutónica solo conservaba pequeños territorios en los dominios austriacos y el Tirol. En 1834, el emperador austriaco restableció la orden en viena como institución eclesiástica.
La orden estuvo bajo protección de la casa de Habsburgo-Lorena por más de 160 años como grandes maestres desde 1861 hasta la renuncia del archiduque Eugenio de Austria al gran maestrazgo en 1923 para romper el vínculo dinástico y evitar la expropiación de las propiedades de la orden como ocurrió con los bienes de los Habsburgo.

## Supervivencia de la Orden
Hasta después de la Primera Guerra Mundial, la Orden se mantuvo presidida por los Habsburgo. En 1923 la Orden abandonó su carácter caballeresco militar de estado con la renuncia de su maestre el Archiduque Eugenio. En 1929 el Papa constituyó una nueva entidad puramente religiosa denominada Hermanos de la Casa Alemana de Santa María de Jerusalén, como institución religiosa de la Iglesia católica de carácter clerical, operando con fines religiosos y de caridad.
Los prometedores inicios de esta reorganización y transformación espiritual sufrieron un duro golpe debido a la expansión del poderío alemán bajo el régimen nacionalsocialista. Tras la anexión de Austria por Alemania en 1938 , y de forma similar de las tierras checas en 1939, la Orden Teutónica fue suprimida en todo el Großdeutsches Reich hasta la derrota de Alemania. Esto no impidió que los nacionalsocialistas utilizaran imágenes de los caballeros teutónicos medievales con fines propagandísticos.
La institución puramente religiosa diferenciada de los Hermanos de la Casa Alemana de Santa María de Jerusalén que fue suspendida en 1938 por Hitler reapareció en 1947 estando encabezada por un Abate y comprende a medio millar de sacerdotes, religiosos y religiosas profesos. La sede del Magisterio Eclesiástico se encuentra en Viena contando con Bailías y Encomiendas en cinco países de Europa Central,  principalmente en Alemania y en Austria, y también en el área mediterránea, en Roma, Tirol y Sicilia. Para el fomento de los estudios históricos existe la Academia Histórica de la Orden Teutónica en fundamento a la Orden Militar de la Casa de Hohenstaufen. 

Con la renuncia hereditaria del último gran maestre, el archiduque Eugenio de Habsburgo en 1923, la Orden quedó suspendida. En 1986, el Príncipe Paolo Francesco Barbaccia Viscardi de Hohenstaufen de Suabia retoma el maestrazgo dinástico de la Orden.Fallece en 2016 sin herederos, dejando huérfana de nuevo a la Orden, pero con varios prioratos activos.

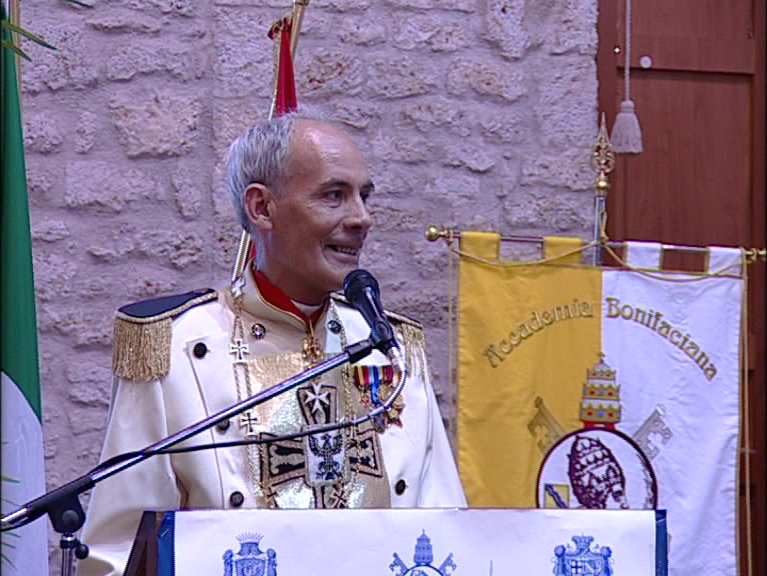
Príncipe Paolo Francesco Barbaccia Viscardi de Hohenstaufen de Suabia en un evento en la Academia Bonifaciana.

## Emblema y vestimenta de la orden
Los Caballeros vestían sobrevestes blancos con una cruz negra. A veces se usaba una cruz paté como escudo de armas ; este emblema fue posteriormente utilizado como decoración e insignia militar por el Reino de Prusia y Alemania con el nombre de Cruz de Hierro. El lema de la Orden era: «Helfen, Wehren, Heilen» (Ayuda, Defiende, cura).
Usual también era que los caballeros de la época vestían con cota de malla con su Almófar y muchas veces un gambesón debajo con un yelmo nasal protegiendo la cabeza, y para defenderse una espada larga pero también tenían otras armas medievales como la ballesta o la alabarda.
Los caballeros llevan una capa blanca con una cruz negra. Como escudo se emplea a veces una cruz paté, que posteriormente inspiró la Cruz de Hierro usada por el reino de Prusia y por Alemania.

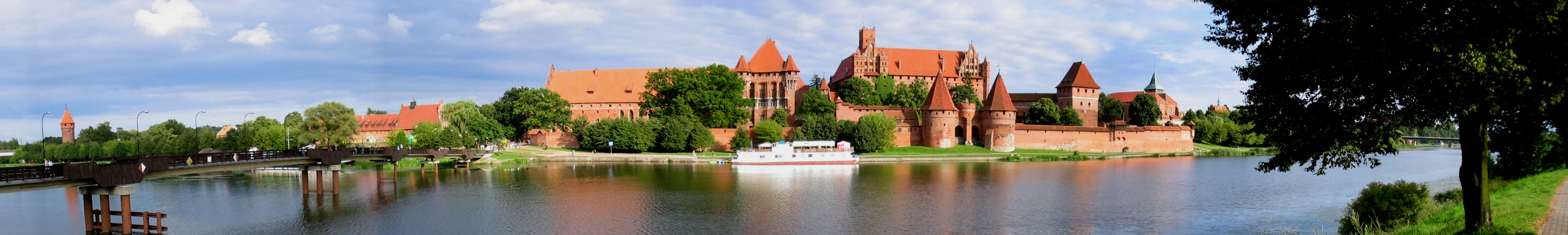
El Castillo de Malbork o castillo de Mariemburgo (Polonia), construido por la Orden Teutónica como su sede y fortaleza militar.

## En el cine
- Serguéi Eisenstein dirigió la película Alexander Nevski en 1938. Con música de Serguéi Prokófiev, cercana al pacto Molótov-Ribbentrop de 1939.